# Copa del Món de ciclisme de 1997
La Copa del Món de ciclisme de 1997 fou la 9a edició de la Copa del Món de ciclisme. Va estar formada per 10 curses disputades entre març i octubre de 1997 i Michele Bartoli en va ser el vencedor final.

## Calendari
| Data         | Cursa                           | País          | Vencedor               | Equip del vencedor      |
| ------------ | ------------------------------- | ------------- | ---------------------- | ----------------------- |
| 22 de març   | Milà-Sanremo                    | Itàlia        | Erik Zabel (GER)       | Team Deutsche Telekom   |
| 6 d'abril    | Tour de Flandes                 | Bèlgica       | Rolf Sørensen (DEN)    | Rabobank ProTeam        |
| 13 d'abril   | París-Roubaix                   | França        | Frédéric Guesdon (FRA) | FDJ                     |
| 20 d'abril   | Lieja-Bastogne-Lieja            | Bèlgica       | Michele Bartoli (ITA)  | MG Maglificio-Technogym |
| 26 d'abril   | Amstel Gold Race                | Països Baixos | Bjarne Riis (DEN)      | Team Deutsche Telekom   |
| 9 d'agost    | Clàssica de Sant Sebastià       | Espanya       | Davide Rebellin (ITA)  | FDJ                     |
| 17 d'agost   | Rochester International Classic | Regne Unit    | Andrea Tafi (ITA)      | Mapei-GB                |
| 24 d'agost   | Gran Premi de Suïssa            | Suïssa        | Davide Rebellin (ITA)  | FDJ                     |
| 5 d'octubre  | París-Tours                     | França        | Andrei Txmil (UKR)     | Lotto                   |
| 18 d'octubre | Giro de Llombardia              | Itàlia        | Laurent Jalabert (FRA) | Once                    |

## Classificacions finals

### Classificació individual
| Posició | Ciclista                  | Equip                     | Punts |
| ------- | ------------------------- | ------------------------- | ----- |
| 1       | Michele Bartoli (ITA)     | MG Maglificio - Technogym | 280   |
| 2       | Rolf Sørensen (DEN)       | Rabobank ProTeam          | 275   |
| 3       | Andrea Tafi (ITA)         | Mapei-GB                  | 240   |
| 4       | Davide Rebellin (ITA)     | FDJ                       | 238   |
| 5       | Laurent Jalabert (FRA)    | Once                      | 214   |
| 6       | Andrei Txmil (UKR)        | Lotto                     | 212   |
| 7       | Maximilian Sciandri (GBR) | FDJ                       | 192   |
| 8       | Beat Zberg (SUI)          | Mercatone Uno-Wega        | 140   |
| 9       | Alberto Elli (ITA)        | Casino                    | 120   |
| 10      | Gianluca Bortolami (ITA)  | Festina-Lotus             | 115   |

### Classificació per equips
| Posició | Equip            | Punts |
| ------- | ---------------- | ----- |
| 1       | FDJ              | 82    |
| 2       | Mapei-GB         | 57    |
| 3       | TVM-Farm Frites  | 48    |
| 4       | Festina-Lotus    | 42    |
| 5       | Rabobank ProTeam | 42    |